# Special Olympics Oman
Special Olympics Oman (englisch: Special Olympics Oman) ist der omanische Verband von Special Olympics International, der weltweit größten Sportbewegung für Menschen mit geistiger Beeinträchtigung und Mehrfachbeeinträchtigung. Ziel ist die sportliche Förderung dieser Personengruppe und die Sensibilisierung der Gesellschaft für sie. Außerdem betreut der Verband die omanischen Athletinnen und Athleten bei den Special Olympics Wettbewerben.

## Geschichte
Special Olympics Oman wurde 2016 mit Sitz in Maskat gegründet.

## Aktivitäten
Der Verband nimmt am Programm Athlete Leadership teil, das von Special Olympics International ins Leben gerufen worden war.

### Sportarten
Folgende Sportarten werden vom Verband angeboten:
- Leichtathletik (Special Olympics)
- Radsport (Special Olympics)
- Shorttrack (Special Olympics)
- Tischtennis (Special Olympics)
- Triathlon (Special Olympics)

### Teilnahme an Weltspielen vor 2020
(Quelle: )
- 2011 Special Olympics World Summer Games, Athen
- 2013 Special Olympics World Winter Games, PyeongChang, Südkorea
- 2019 Special Olympics, World Summer Games, Abu Dhabi (93 Athletinnen und Athleten)[2]

### Teilnahme an den Special Olympics World Summer Games 2023 in Berlin
Special Olympics Oman nahm an den Special Olympics World Summer Games 2023 teil. Die Delegation wurde vor den Spielen im Rahmen des Host Town Program von Oberhausen betreut. und bestand aus 36 Athletinnen und Athleten sowie neun Unified-Partnern. Das Team gewann bei diesen Weltspielen 7 Gold-, 9 Silber- und 14 Bronzemedaillen.

### Teilnahme an Weltspielen nach 2023
- 2025 Special Olympics World Winter Games, Turin, Italien (6 Athletinnen und Athleten)[6]